# 20 Рака
20 Рака (лат. 20 Cancri) — звезда в созвездии Рака на расстоянии около 394 световых лет от Земли и имеет видимую звёздную величину +5.94, т.е. вполне может быть видна невооружённым глазом.

## Характеристики
20 Рака представляет собой белую звезду класса А главной последовательности. Скорость вращения звезды вокруг своей оси составляет 41 км/с. Имеет массу 3 солнечных, радиус почти в 4.3 раза больше солнечного. Звезда ярче Солнца в 53 раза, имеет температуру поверхности 7500-7600 К.